# Odvojeni objekt
Odvojeni objekti, dinamična klasa nebeskih tijela u vanjskom dijelu Sunčevog sustava, dalje od neptunove orbite. Ovi objekti imaju orbite koje su u točki kada su najbliže Suncu (perihel) dovoljno udaljene od gravitacijskog utjecaja Neptuna zbog čega su praktički bez utjecaja Neptuna i drugih planeta: zbog ovoga se čini kao da su "odvojeni" od Sunčevog sustava.
Na ovaj način značajno se razlikuju od većine poznatih trans-neptunskih objekata (TNO, eng. trans-Neptunian objects) koji čine labavo definirane populacijske skupine čije su današnje orbite formirane zbog gravitacijskih susreta s plinovitim divovima, posebice s Neptunom. Odvojeni objekti imaju veće perihele od ostalih TNO-a, uključujući od objekata u orbitalnoj rezonanci s Neptunom, poput Plutona, klasičnih objekata Kuiperovog pojasa u ne-rezonantnoj orbiti poput Makemakea i objekata raspršenog diska poput Eris.
U znanstvenoj literaturi odvojeni objekti spominju se i kao objekti produženog raspršenog diska (E-SDO), udaljeni odvojeni objekti (DDO), ili raspršeni-produženi, kako glasi u službenoj klasifikaciji Deep Ecliptic Surveya. Najmanje devet ovakvih objekata sa sigurnošću je identificirano od kojih je najveći, najudaljeniji i najbolje poznat, Sedna.

## Orbite
Odvojeni objekti imaju značajno veći perihel od neptunovog afela. Često imaju vrlo eliptične orbite s velikom poluosi od neokliko stotina astronomskih jedinica. Takve orbite nisu mogle nastati kao posljedice utjecaja gravitacije plinovitih divova, poglavito Neptuna. Umjesto toga ponuđeno je nekoliko objašnjenja, uključujući ono koje tvrdi da je to posljedica susreta s zvijezdom u prolazu ili udaljenim tijelom veličine planeta. Klasifikacija koju je predložio tim Deep Ecliptic Surveya uvodi službenu razliku između raspršenih-bliskih objekata (koji su moguće raspršeni od strane Neptuna) i raspršenih-produljenih objekata (npr. 90377 Sedna) koristeći vrijednost 3 Tisserandovog parametra.

## Klasifikacija
Odvojeni objekti su jedni od četiri karakteristične dinamičke klase TNO-a; ostale tri su klasični objekti Kuiperovog pojasa, rezonantni objekti i objekti raspršenog diska (SDO). Odvojeni objekti uglavnom imaju perihelnu udaljenost veću od 40 AJ, izbjegavajući snažnije međudjelovanje s Neptunom koji ima otprilike kružnu orbitu na udaljenost od 30 AJ od Sunca. Međutim, ne postoje točne granice između raspršenih i odvojenih područja budući oboje mogu koegzistirati kao TNO-i u međuregiji s perihelnom udaljenošću od 37 do 40 AJ. Jedno takvo međutijelo s točno određenom orbitom je (120132) 2003 FY128
Otkriće 90377 Sedne zajedno s mekoliko drugih objekata poput 2000 CR105 i 2004 XR190 (poznat i kao "Buffy") dovelo je do rasprava o kategoriziranju udaljenih objekata koji mogu biti objeki Oortovog oblaka ili (vjerojatnije) prijalazni objekti između rasrpšenog diska i Oortovog oblaka.
Iako se od strane Minor Planet Centera Sedna službeno smatra dijelom rasrpšenog diska, njen otkrivač Michael E. Brown predložio je da je zbog perihela od 74 AJ preudaljena da bi bila pod utjecajem vanjskih planeta, shodo čemu bi se trebala smatrati više dijelom unutarnjeg Oortovog oblaka. Klasifikacija Sedne kao odvojenog objekta opće je prihvaćena u nedavnim publikacijama. Slijedeći ovo razmišljanje daje se zaključiti da nedostatak značajne gravitacijske interakcije s vanjskim planetima stvara produljenu-vanjsku grupu koja počinje negdje između Sedne (perihel 76 AJ) i konvencionalnijih SDO-a poput 1996 TL66 (perihel 35 AJ), kojega Deep Ecliptic Survey navodi kao raspršeni-bliski objekt.
Jedan od problema kod definiranja ove produžene kategorije jest mogućnost da slaba rezonanca ipak postoji ali ju je teško teško dokazati zbog kaotičnih planetarnih utjecaja i trenutačnog nedostatka točnosti u orbitama udaljenih objekata. Navedeni objekti imaju orbitalne periode više od 300 godina te ih je većina promatrana u rasponu od svega nekoliko godina. Zbog njihove velike udaljenosti i sporog kretanja u odnosu na pozadinske zvijezde, vjerojatno je da će proći desetljeća prije nego što se sa sigurnošću utvrdi moguće postojanje rezonance. Daljnja saznanja o orbiti i mogućoj rezonanci mogu pomoći u razumijevanju migracije divovskih planeta i nastanka Sunčevog sustava. Na primjer, simulacije koje su izveli Emeljanenko i Kiseleva 2007. pokazuju da mnogi udaljeni objekti mogu biti u rezonanci s Neptunom. Dokazali su da postoji 10% vjerojatnost da je 2000 CR105 u 20:1 rezonanci, 38% vjerojatnost da je 2003 QK91 u 10:3 rezonanci i 84% vjerojatnost da je (82075) 2000 YW134 u 8:3 rezonanci. (145480) 2005 TB190 za kojega se pretpostavlja da je patuljasti planet vjerojatnosti da je u 4:1 rezonanci je manja od 1%.

## Mogući odvojeni objekti
| Brojčana oznaka | Ime        | Promjer (km) | H   | Perihel (AJ) | Afel (AJ) | Godina otkrića | Otkrivač(i)                 | Metoda izračuna promjera | Tip                  |
| 90377           | Sedna      | 995 - 1600   | 1,6 | 76,1         | 975,5     | 2003.          | Brown, Trujillo, Rabinowitz | termalna                 | odvojen              |
|                 | 2004 XR190 | 335 - 880    | 4,5 | 52,3         | 61,8      | 2004.          | Lynne Jones et al.          | pretpostavka             | odvojen              |
|                 | 2004 VN112 | 130 - 300    | 6,4 | 47,3         | 614       | 2004.          | CTIO                        | pretpostavka             | odvojen              |
| 145480          | 2005 TB190 | ~500         | 4,7 | 46,2         | 106,5     | 2005.          | Becker, A. C. et al.        | pretpostavka             | odvojen              |
| 148209          | 2000 CR105 | ~250         | 6,1 | 44,3         | 397       | 2000.          | Zvjezdarnica Lowell         | pretpostavka             | odvojen              |
|                 | 2003 UY291 | ~150         | 7,3 | 41,2         | 57,1      | 2003.          | Pittichova, J. et al.       | pretpostavka             | klasični?            |
| 82075           | 2000 YW134 | ~500         | 4,7 | 41,0         | 73,9      | 2000.          | Spacewatch                  | pretpostavka             | 8:3                  |
| 48639           | 1995 TL8   | ~350         | 5,2 | 40,0         | 64,5      | 1995.          | A. Gleason                  | pretpostavka             | odvojen              |
|                 | 2010 KZ39  | 440 - 980    | 3,9 | 39,1         | 52,5      | 2010.          | A. Udalski et al.           | pretpostavka             | odvojen ili klasičan |
|                 | 2003 QK91  | ~180         | 6,9 | 38,4         | 98,5      | 2003.          | Elliot, J. et al.           | pretpostavka             | odvojen              |